# 藤原繁時
藤原 繁時（ふじわら の しげとき）は、平安時代中期の貴族。藤原北家、大学頭・藤原弘蔭の長男。官位は正五位下・大学頭。

## 経歴
醍醐朝から朱雀朝の頃に、備前守・日向守・伊予守・筑前守・肥後守などの国司を歴任。朱雀朝の天慶2年（939年）伊勢守在任中に正五位下に叙せられた。また、時期は明らかでないが、父と同じく大学頭も務めている。
天慶6年（943年）6月6日卒去。

## 官歴
- 時期不詳：日向守。伊予守。筑前守。大学頭[1]
- 承平5年（935年） 日付不詳：備前前司[2]
- 天慶2年（939年） 7月2日：正五位下（肥後功過）、見伊勢守[3]
- 天慶6年（943年） 6月6日：卒去

## 系譜
- 父：藤原弘蔭
- 母：藤原高経の娘
- 妻：藤原輔国の娘
  - 男子：藤原輔道[4]
- 生母不詳の子女
  - 男子：藤原輔忠